# Jerónimo Saavedra
Jerónimo Saavedra Acevedo (Las Palmas de Gran Canaria, 3 de julho de 1936 – 21 de novembro de 2023) foi um político socialista espanhol.

## Biografia
Em 1972, tornou-se membro do Partido Socialista Operário Espanhol (PSOE) assim como da União Geral dos Trabalhadores (UGT).
Foi presidente do governo das Ilhas Canárias de 1983 a 1987 e de 1991 a 1993, assim como ministro de Administração Pública (1993-1995) e ministro de Educação (1995-1996) da Espanha durante o governo do primeiro-ministro Felipe González Márquez. Também ocupou o cargo de senador entre 1996 e 2003.
Em 2007 foi eleito prefeito de Las Palmas de Gran Canaria, acabando com uma hegemonia de doze anos do Partido Popular.
Em 2000, durante a apresentação de um livro sobre a homossexualidade na Espanha, Saavedra anunciou publicamente que é gay.
Saavedra foi doutor em Direito e diplomado em administração de empresas.
Morreu em 21 de novembro de 2023, aos 87 anos.